# بيز كيتش
بيز كيتش (بالإنجليزية: Piz Kesch)‏ هو أحد جبال سلسلة جبال الألب ألبولا ويقع في كانتون غراوبوندن في سويسرا. يحتل المرتبة رقم 73 في قائمة جبال سويسرا من حيث الارتفاع، إذ يبلغ ارتفاعه حوالي 3418 متر، بينما يبلغ ارتفاع نتوء الجبل 1503 متر، هذا وقد سجل أول وصول لقمة الجبل عام 1846.